# Albertino Essers
Albertino Essers (Oosterbeek, 30 mei 1969) is een Nederlands darter. Zijn bijnaam luidt The Sensation.
In het Lakeside toernooi van 2006 won hij in de eerste ronde van de Engelsman Ted Hankey met 3-1. In de tweede ronde verloor hij met 2-4 van de Engelsman Paul Hogan. Op datzelfde toernooi versloeg Essers in 2007 in de eerste ronde de als tweede geplaatste Schot, en toenmalig nummer 1 van de BDO, Gary Anderson, met 3-2 in sets.
In 2005 won hij de Belgium Open door in de finale landgenoot Co Stompé met 5-4 te verslaan.

## Resultaten op Wereldkampioenschappen

### BDO
- 2003: Laatste 32 (verloren van Ritchie Davies met 1-3)
- 2004: Laatste 32 (verloren van Steve Duke met 1-3)
- 2006: Laatste 16 (verloren van  Paul Hogan met 2-4)
- 2007: Laatste 16 (verloren van Paul Hanvidge met 1-4)

### WDF
- 2003: Laatste 64 (verloren van Gerry Convery met 2-4)